# فاليريا ميراندا
فاليريا ميراندا (18 أغسطس 1992 بمدينة مكسيكو في المكسيك - ) (بالإسبانية: Valeria Aurora Miranda Rodríguez) هي لاعبة كرة قدم مكسيكية في مركز الدفاع، شاركت في دورة الألعاب الأمريكية 2015. وشاركت مع منتخب المكسيك تحت 17 سنة للسيدات لكرة القدم ‏ ومنتخب المكسيك تحت 20 سنة للسيدات لكرة القدم ‏ ومنتخب المكسيك لكرة القدم للسيدات. أما مع النوادي، فقد لعبت مع نادي أونيفرسيداد ناسيونال.

## وصلات خارجية
- فاليريا ميراندا على موقع الاتحاد الدولي (مؤرشف)  (الإنجليزية)
- فاليريا ميراندا على موقع الاتحاد الأوربي (الإنجليزية)
- فاليريا ميراندا على موقع بطولة كرة القدم المكسيكية للسيدات (الإسبانية)
- فاليريا ميراندا على موقع قاعدة بيانات كرة القدم.إي يو (الإنجليزية)
- فاليريا ميراندا على موقع Soccerway.com (الإنجليزية)